# Contaminación electromagnética
El concepto de contaminación electromagnética, también conocida como electropolución o electrosmog, se refiere a la presunta existencia de una exposición excesiva a las radiaciones de espectro electromagnético (o campos electromagnéticos) generadas por equipos electrónicos u otros elementos producto de la actividad humana, como torres de alta tensión y transformadores, las antenas de telefonía móvil, los electrodomésticos, etc. 
Se emplea el término «contaminación» puesto que se sospecha que ciertos campos electromagnéticos podrían ser, para las especies vivas, un factor de perturbación, pudiendo afectar a su salud o hábitos reproductivos. Estas cuestiones son objeto de polémica social y mediática, y también de intenso estudio académico, sin que hasta la fecha haya sido probada científicamente la existencia de efectos adversos. La contaminación electromagnética puede producir peligros de tres tipos:
- Peligros eléctricos capaces de inducir una corriente eléctrica o choque eléctrico que pueden dañar personas o animales, sobrecargar o dañar aparatos eléctricos. Un ejemplo de esto son las tormentas solares, que inducen corrientes eléctricas en el campo magnético de la tierra, en 1994 una tormenta solar afecto a varios satélites de comunicación, generando problemas en periódicos, redes de radio y televisión de Canadá.[1]
- Peligros de incendio, en el caso de una fuente de muy alta radiación electromagnética produzca una corriente eléctrica de tal intensidad que genera una chispa, capaz de generar incendios en ambientes con combustible, como por ejemplo el gas natural.
- Peligros biológicos por el efecto térmico que pueden causar algunos campos electromagnéticos a intensidades muy elevadas (como por ejemplo el campo electromagnético en el interior de un horno microondas). Por esto una antena que transmite a una alta potencia puede generar quemaduras en las personas muy cercanas a esta. Este calentamiento varía con la potencia y frecuencia de la onda electromagnética.

Sin embargo, la Organización Mundial de la Salud estima que, a los niveles promedio de intensidad a los que se somete un adulto en los países desarrollados, no existen efectos adversos para la salud. Igualmente la OMS considera probado que no existe correlación entre los altos niveles de campo electromagnético y los síntomas de la denominada hipersensibilidad electromagnética, cuyas causas aún no se conocen.
Un aspecto polémico refiere a los hipotéticos efectos nocivos que podrían producir, a largo plazo, las emisiones de radiación electromagnética. Algunos casos puntuales de supuestos aumentos en la probabilidad de cáncer[cita requerida] en personas que viven en zonas cercanas a torres de alta tensión, como así también la reciente preocupación sobre el uso de la telefonía celular, y de la antenas de celulares y o WiMAX han contribuido a despertar cierto grado de «alarma social».

## Orígenes de los campos electromagnéticos
Los seres vivos han estado expuestos a influencias electromagnéticas desde que existen: la luz del sol, los rayos cósmicos y otras, son radiaciones naturales de diferente naturaleza. sin embargo, se sospecha únicamente a los campos creados por la acción humana.

### Campos electromagnéticos de origen natural
Los campos electromagnéticos están presentes en todas partes, aunque son invisibles en general al ojo humano. Se producen campos eléctricos por la acumulación de cargas eléctricas en la atmósfera asociadas a las tormentas con aparato eléctrico. El campo magnético terrestre hace que la aguja de una brújula se oriente en el eje norte-sur, y lo usan algunas aves y peces para su orientación.
Sin embargo, hacia principios del siglo XX, el control de la zona inferior (radiofrecuencia) del espectro electromagnético propició el inicio de una actividad productiva sobre dicho fenómeno, en particular la transmisión de sonido (radio) e imágenes (televisión).

### Campos electromagnéticos de origen humano
Además de las fuentes naturales, el espectro electromagnético también incluye campos generados por la acción humana. Por ejemplo, los rayos X se usan para diagnosticar fracturas de huesos.

## Espectro electromagnético

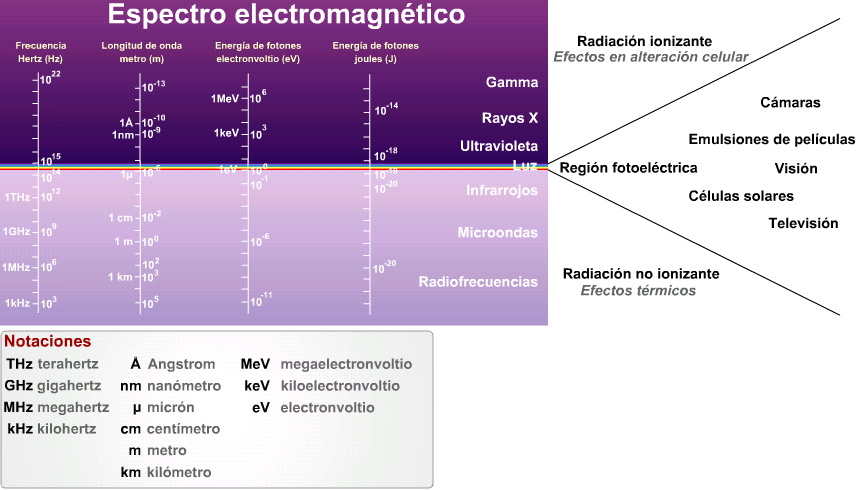
Espectro electromagnético.

El espectro electromagnético es el rango de frecuencias en que se incluyen todas las radiaciones electromagnéticas, desde las frecuencias más altas a las más bajas. En la parte superior del espectro están los rayos X y los rayos gamma, de mayor frecuencia, y al final se encuentran los campos eléctricos y magnéticos de baja frecuencia. Estas radiaciones pueden ser divididas en 3 grupos principales:
- Radiación electromagnética indirectamente ionizante: peligrosa porque puede inducir a cambios moleculares debido a la gran cantidad de energía almacenada en las ondas de alta frecuencia. Aquí se encuentran los rayos ultravioletas, los rayos X y los gamma.
- Visible: es el rango de frecuencias que pueden percibir los ojos humanos, y se corresponde aproximadamente con los colores del arco iris.
- Radiación no ionizante: este rango de frecuencias produce efectos térmicos e incluye a los rayos infrarrojos, las microondas y las radiofrecuencias. Los efectos nocivos de este tipo de radiación están sujetos a una amplia discusión y a extensa investigación.

La radiación electromagnética está formada exclusivamente por fotones. Se caracteriza exclusivamente por la frecuencia de dicha radiación que corresponde a su color. La energía de cierta radiación electromagnética depende igualmente de la frecuencia y solo de esta.

## Interacción de los campos electromagnéticos
Los campos electromagnéticos contienen energía y esta puede ser transmitida a otros elementos que encuentren. La radiación electromagnética corresponde solamente al transporte de energía lumínica en forma de paquetes de fotones.
La energía electromagnética se transmite a baja frecuencia en forma de incremento de la energía cinética media de las partículas con las que interacciona, es decir, simplemente genera calor.
A partir de cierta barrera (que no es progresiva y empieza en la banda del ultravioleta medio) se genera de forma indirecta radiación ionizante, ya que la energía individual de los fotones pueden hacer a los electrones romper su barrera de potencial que los mantiene unidos al átomo.

## Posibles efectos dañinos en la salud

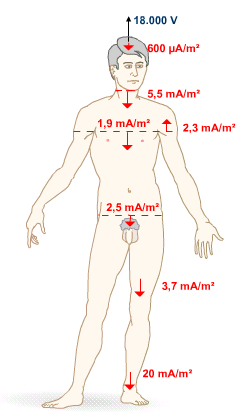
Niveles de corriente alterna en el cuerpo humano (si hay un perfecto apoyo de los pies).

### Argumentos en contra
- Un campo electromagnético no es un campo eléctrico ni es un campo magnético. Ningún estudio actual permite establecer un mecanismo de interacción entre radiación electromagnética no ionizante distinto de la transmisión de energía calorífica. Los estudios respecto a las consecuencias de los efectos térmicos en los seres vivos, han sido hasta hace algunos años los dominantes. La utilización de este punto de vista en la regulación respecto a la radiación electromagnética no ionizante se conoce como criterio térmico.
- El campo electromagnético tampoco actúa sobre las partículas de hierro de nuestro organismo que está presente en forma agregada.
- Los estudios que correlacionan la radiación electromagnética no ionizante con daños a la salud presentarían problemas metodológicos. El principal problema de los estudios poblacionales suele ser la aparición de variables ocultas como por ejemplo que las personas que viven cerca de torres de alta tensión pueden ser personas de menor poder adquisitivo que vivan en peores condiciones de salud, higiene y educación.
- Falta establecer los mecanismos causales por el cual la radiación electromagnética no ionizante afecta a los seres vivos. Se señala que este tipo de radiación no interactuaría con la materia, solo a través de los ya mencionados efectos térmicos.
- Los seres humanos hemos estado desde siempre expuestos a la irradiación solar, la que incluye irradiación en gran parte del espectro electromagnético.
- Organismos como la Organización Mundial de la Salud,[5] la Comisión Europea,[6] la Universidad Complutense de Madrid,[7] la Asociación Española contra el Cáncer, el Ministerio de Sanidad y Consumo de España, o el Consejo Superior de Investigaciones Científicas de España[8] han emitido informes que descartan que la radiación electromagnética afecte en forma alguna a la salud.

### Argumentos a favor
Desde esta posición la investigación científica ha pasado de señalar que los efectos dañinos no solo serían posibles, sino además probables:
- Algunos estudios poblacionales y epidemiológicos correlacionan significativamente la radiación electromagnética no ionizante con daños a la salud humana. Por ejemplo Horst Eger, et al, señalan que la probabilidad de cáncer aumenta en tres veces en la población que vive dentro de un radio de 400 metros de una antena de telefonía móvil en comparación con la población que vive fuera de ese radio.[9] Otro estudio, de Ferdinand Ruzicka, señala que el promedio de vida disminuye en 10 años en los habitantes que viven cerca de una antena emisora de contaminación electromagnética, si se comparan con los que viven lejos de una.[10]
- Si bien es cierto que desde siempre hemos estado expuestos a irradiación electromagnética, nunca antes en la historia de la humanidad el fenómeno ha sido tan masivo, tanto en fuentes de emisión antropogénicas (líneas eléctricas, celulares, antenas de telefonía, antenas de WiMAX, WiFI, entre otros artefactos) como en duración.[11]
- Los estudios científicos sobre los efectos de la radiación electromagnética en las células muestran daños en el ADN causado por estrés oxidativo.[12] También se ha comprobado que tienes efectos cancerígenos en los tejidos humanos, especialmente en el cáncer de tiroides, glioma y neurinoma del acústico.[13][14]
- También existen estudios a largo plazo, hasta 40 años, que no encuentran tal relación. Se trata de estudios tanto sobre usuarios de telefonía móvil,[15] como sobre operadores militares de radar y comunicaciones,[16] o trabajadores de empresas de comunicaciones.[17] Un resumen de diferentes estudios a largo plazo, con resultados en general negativos, puede ser encontrado en The Lancet.[18]

### Efectos posibles
Dentro de los diversos daños a la salud que se han investigado, se encuentran:
- Efectos térmicos: absorción de calor; se suele considerar que un efecto es térmico si viene acompañado por un aumento de temperatura corporal de al menos un grado. Suceden con intensidades de campo relativamente altas. El resultado es similar al generado por un golpe de calor: incluyen aumento de la tensión sanguínea, vértigo, cansancio, desorientación, cefalea, náuseas y, en casos extremos (con intensidades de potencia mayores que 1000W/m²), cataratas, quemaduras y esterilidad.
- Efectos no térmicos o atérmicos: aquellos que no vienen acompañados por un aumento de temperatura. Se discute si serían causados, en caso de existir, por un mecanismo hasta hoy desconocido, o bien sigue tratándose, en última instancia, de una absorción de calor. Sucederían con intensidades de campo menores y aplicadas durante un largo plazo; entre ellos se incluye cáncer, enfermedades inmunes, cambios genéticos, arritmias cardíacas y daños neurológicos.

## Pruebas y cambios en la legislación
Con el auge de la telefonía celular, las preocupaciones comenzaron a surgir, no sólo debido a los efectos que podrían tener en el cerebro de los usuarios, sino también que a medida que su uso se expande, se necesita una mayor cantidad de antenas transmisoras en todo el mundo, lo que lleva a la preocupación sobre la amplitud de los campos electromagnéticos próximos a los transmisores. En Alemania, el Wissenschafts Zentrum Umwelt ha desarrollado un sistema de medición de EMVU, lo que permite que la intensidad de estos campos sea medida con profesionalidad. Se trata de un sistema diseñado para un registro a largo plazo de campos electromagnéticos de alta frecuencia para observar las variaciones de este tipo de emisiones de los transmisores de radio y la distribución proporcional de las emisiones desde diferentes servicios de transmisión.
La preocupación y la alarma social trajo consigo cambios en la legislación de varios países: en 1974 la Unión Soviética fue la primera al aprobar una ley que establece que las líneas de tensión que generen campos superiores a los 25 kV/m deben estar ubicados a no menos de 110 metros de la edificación más cercana.
En Estados Unidos, no existe una legislación federal de salud para el caso de los CEM de 60Hz. Sólo seis estados han establecido estándares en los campos eléctricos de las líneas de transmisión: Florida, Montana, Nueva Jersey, Nueva York y Oregón. Mientras que sólo dos de ellos, Nueva York y Florida, establecieron niveles máximos permitidos para los campos magnéticos en las líneas, bajo condiciones de carga máxima, lo que les permite que las líneas de energía futuras no superen esos niveles.
De acuerdo a un trabajo realizado en 1990 por la International Radiation Protection Association (IRPA) y la International Comission of Non-Ionizing Radiation Protection (INIRC), en los campos eléctricos de 10 a 30 kV/m, la intensidad del campo (kV/m) x hora, no debería exceder los 80 por jornada laboral completa. El cuerpo expuesto a campos magnéticos por hasta 2 horas por día no tendría que exceder los 50 Gauss.
Las directrices establecidas por estos dos organismos están fundamentadas bajo el "principio de precaución" y no siempre se refieren a campos de naturaleza electromagnética.

## Efectos en los dispositivos electrónicos
La radiación electromagnética artificial ha aumentado paulatinamente con el desarrollo de nuestra tecnología y se encuentra alrededor de las líneas de energía, herramientas de electricidad, electrodomésticos, y se extiende a varios centímetros, incluso a metros de su ubicación. La contaminación electromagnética también es responsable de la interferencia electromagnética entre dispositivos.
No hay que confundir radiación electromagnética con otro tipo de fuerzas o campos. La radiación electromagnética es eléctricamente neutra, no transporta cargas y está formada por un paquete de una partícula fundamental llamada fotón.
Las líneas de alta tensión son el mejor método de transmisión de energía eléctrica sin pérdida. Es decir, cuanto mayor sea la diferencia de potencial en la transmisión menor pérdida por irradiación tendrá la línea.
La energía transportada obedece a la fórmula E=V*I*t. Es decir, para transportar cierta energía por unidad de tiempo podremos optar por transportarla aumentando su voltaje o bien su intensidad.
La eficacia del transporte en alta tensión queda de manifiesto tanto en la ley de Joule como en la ley de Ampère. La primera dice que la pérdida de energía en un conductor depende del cuadrado de la intensidad. La segunda dice que la pérdida de energía por irradiación depende exclusivamente de la intensidad que atraviesa una sección de conductor y no de su voltaje.